# Pforzen
Pforzen est une municipalité de l'arrondissement d'Ostallgäu, en Bavière.

## Paléontologie et archéologie
Non loin de la ville, dans la carrière d'argile Hammerschmiede, ont été trouvés les restes du Danuvius guggenmosi, une espèce éteinte d'hominidés vivant en Europe il y a environ 11,62 millions d'années qui se tenait debout et marchait sur la plante des pieds. 
Près de la ville, se trouve un vaste cimetière alaman, qui fut en usage entre les Ve et VIIIe siècles. Deux campagnes archéologiques, en 1991 puis en 1996, permirent d'excaver 442 tombes. Deux objets portant des inscriptions runiques furent également retrouvés : la boucle de Pforzen en 1992, et un anneau d'ivoire en 1996.